# Elektrizitätswerke Narva
Die Elektrizitätswerke Narva (estnisch Narva Elektrijaamad) sind ein Komplex von Kraftwerken im estnischen Grenzort Narva.
Die Anlage umfasst die beiden weltgrößten mit Ölschiefer betriebenen Dampfkraftwerke, Balti Elektrijaam und Eesti Elektrijaam. 2007 erzeugten die Kraftwerke in Narva etwa 95 % der gesamten Elektrizitäts-Produktion in Estland. Eigentümer und Betreiber ist die Firma AS Narva Elektrijaamad, eine Tochterfirma von Eesti Energia.

## Balti Elektrijaam
Das Kraftwerk Balti wurde zwischen 1959 und 1965 gebaut. Es liegt 5 km südwestlich von Narva (⊙). Ende 2005 besaß es eine installierte Leistung von 765 MW und stellte zusätzlich 400 MW thermische Leistung als Fernwärme für Narva und seine Umgebung zur Verfügung. Das Kühlwasser kommt von einem Reservoir, das über zwei 1 km lange Einlass-Kanäle mit dem Fluss Narva verbunden ist. Das Kraftwerk hat vier Schornsteine, die 149 Meter, 150,6 Meter, 153 Meter und 182,6 Meter hoch sind.

## Eesti Elektrijaam

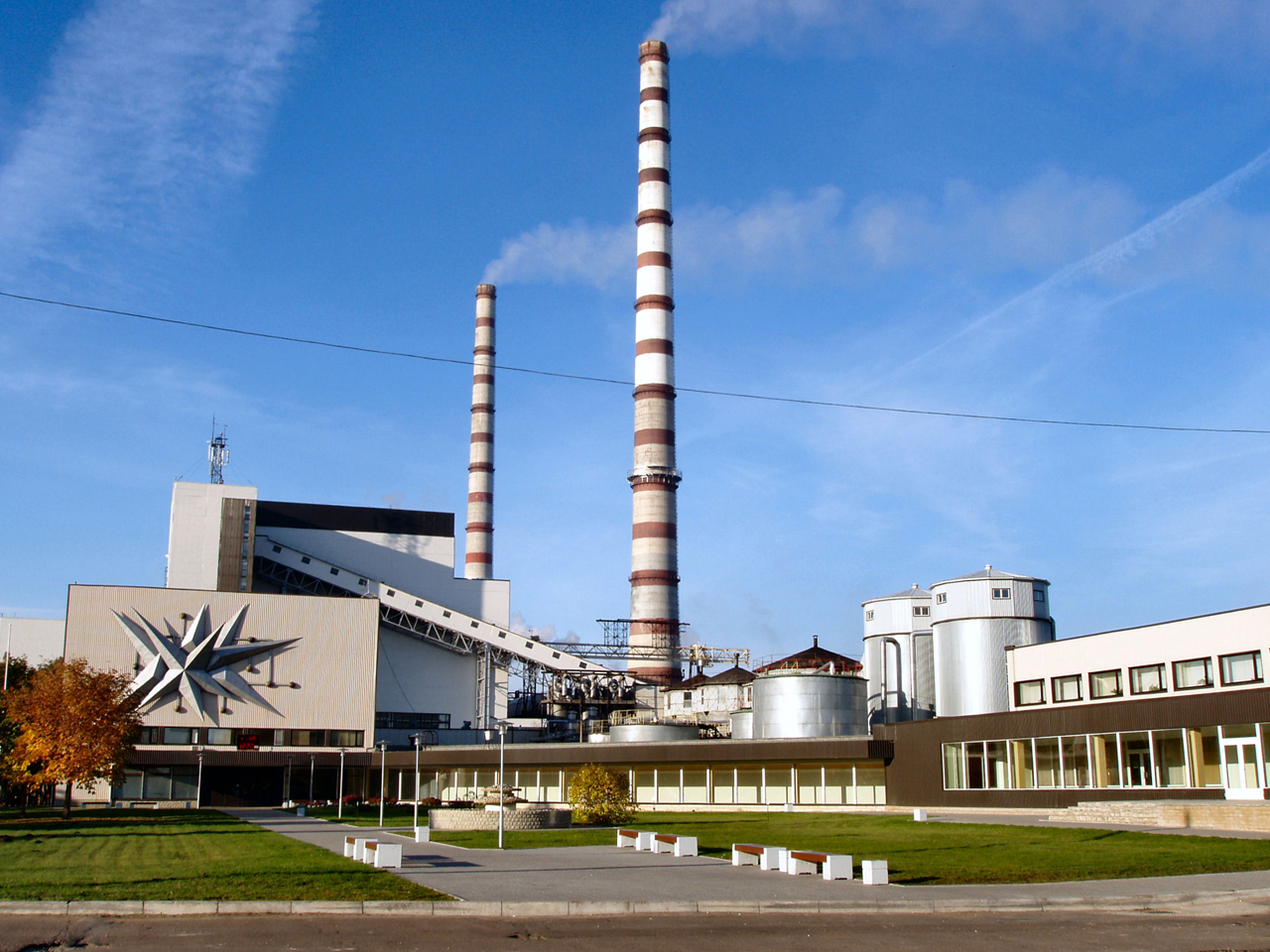
Eesti Elektrijaam

Das Kraftwerk Eesti liegt etwa 20 km westsüdwestlich von Narva (⊙). Es wurde zwischen 1963 und 1973 errichtet. Ende 2005 verfügte es über 1.615 MW elektrische und 84 MW thermische Leistung. Das Kühlwasser kommt aus den Flüssen Narva und Mustajõgi über einen 7 km langen offenen Kanal. Das Kraftwerk hat zwei 251,5 Meter hohe Schornsteine, die höchsten in Estland.

## Auvere Kraftwerk
Am 14. Januar 2011 unterzeichnete Narva Elektrijaamad einen Vertrag mit dem französischen Anlagenbauer Alstom über die Konstruktion eines neuen Kraftwerks nahe beim Kraftwerk Eesti.
Der Vertrag sah den Bau von zwei 300-MW-Kraftwerken im Wert von 950 Millionen Euro vor. Die Kraftwerke werden mit zirkulierender Wirbelschichtverbrennung arbeiten, einem Verfahren, das im Vergleich zur älteren Technologie, den Ölschiefer in pulverisierter Form zu verbrennen, effizienter und umweltverträglicher ist. Im Februar 2014 fiel die Entscheidung gegen den Bau des zweiten 300 MW Blocks.
Der 300-MW-Block hat bis Anfang 2017 noch nicht seine volle Kapazität erreicht.

## Ascherückstände
Vom Ölschiefer, der in Narva verbrannt wird, bleibt etwa 46 % Asche. Die Kraftwerke produzieren jährlich 4,5 Millionen Tonnen Asche. Diese wird mit Wasser verflüssigt und in Ablagerungs-Lagunen deponiert.  Balti verfügt über zwei Ablagerungsgebiete, von denen eines bereits geschlossen ist. Die Asche ist sehr alkalisch, bei den nicht brennbaren Rückständen des Ölschiefers handelt es sich hauptsächlich um Kalkstein. Auf Satelliten-Aufnahmen sind die Lagunen in hellem Blau sichtbar.

## Windpark
2010 wurden Pläne veröffentlicht, auf dem geschlossenen Asche-Lager des Kraftwerks Balti einen Windpark mit einer installierten Leistung von 39 MW zu errichten.  Im Endausbau sollte der Windpark 17 Windkraftanlagen mit je 2,3 MW Nennleistung umfassen. Die Anlagen vom Typ Enercon E-82 haben eine Nabenhöhe von 107 Metern und einen Rotordurchmesser von 82 Metern. Sie wurden mit 22 Meter langen Ankern im Kalkstein-Untergrund befestigt.  Der Windpark kostete 60 Millionen Euro, versorgt 35.000 Haushalte wurde 2012 fertiggestellt.